# 蓮岳大
蓮 岳大（はす たけひろ、1979年9月15日 - ）は、日本の男性声優。北海道出身。アミュレート所属。

## 略歴
以前はブリングアップに所属していた。

## 人物
趣味として格闘技観戦、特技として習字、切れたテープを直せるをそれぞれ挙げている。

## 出演
太字はメインキャラクター。

### テレビアニメ
2002年
- 真・女神転生Dチルドレン ライト&ダーク（オズマ）
- テニスの王子様（樹希彦）
- ホイッスル!（山本先生、事務員、客）

2003年
- GUNSLINGER GIRL（2003年 - 2008年、バラッキ警部、首相の秘書、コッラ） - 2シリーズ
- こちら葛飾区亀有公園前派出所（2003年 - 2008年、委員長、JRブルー、金満太郎、田代、定吉 他）
- 遊☆戯☆王デュエルモンスターズ（シュレーダー、囚人3）

2004年
- 愛してるぜベイベ★★（医者）
- 吟遊黙示録マイネリーベ（2004年 - 2006年、フォスター） - 2シリーズ
- ジパング（みらい乗組員）
- スクールランブル（花井弥三郎）

2005年
- 韋駄天翔（マンタロウ）
- capeta（信の父、講師、スタッフ、原田）
- シュガシュガルーン（オグル、ベニエ）

2006年
- おねがいマイメロディ 〜くるくるシャッフル!〜（太っちょ）
- 家庭教師ヒットマンREBORN!（三浦ハルの父、校長先生、ブラックスペル、隊員）
- 人造昆虫カブトボーグ V×V（2006年 - 2007年、俵町、ホセ・ソルプレッサ、ベアナックル佐久間、白金 他）
- はぴねす!（黒木先生）

2007年
- 鋼鉄三国志（鄧龍、兵士、店主 他）
- この青空に約束を― 〜ようこそつぐみ寮へ〜（学園長）
- 彩雲国物語 第二シーズン（孟侍郎）
- 遊☆戯☆王デュエルモンスターズGX（前田隼人、黒魔術師）

2008年
- おねがい♪マイメロディ きららっ★（ブラックバス）
- 恋姫†無双（2008年 - 2010年、デク、客、重臣、主人、観客 他） - 3シリーズ
- 遊☆戯☆王5D's（校長、ガス、老人、吉蔵の父）

2009年
- クッキンアイドル アイ!マイ!まいん!（村長、サラリーマン）

2011年
- 星空へ架かる橋（バクパイプのマスター）

2012年
- しろくまカフェ（警察官）
- 探検ドリランド（店主）
- マギ（2012年 - 2014年、警吏B、街の人B、隊員、ヒゲ隊商長、ハルドゥーブ 他） - 2シリーズ

2013年
- 蒼き鋼のアルペジオ -アルス・ノヴァ-（上官、武装兵D）
- 俺の脳内選択肢が、学園ラブコメを全力で邪魔している（藤堂さくら、父親）
- カーニヴァル（イシュラ、SP）
- ガリレイドンナ（ジョバンニ、警官、看守）
- 銀河機攻隊 マジェスティックプリンス（デガワ、ゾリグ）
- 銀の匙 Silver Spoon（2013年 - 2014年、大田西力、御影のおじさん、園芸の先生、警備員、作業員A、客D）
- サムライフラメンコ（2013年 - 2014年、警察庁長官、サラリーマン、公安C）
- ジョジョの奇妙な冒険（兵士C）
- ビビッドレッド・オペレーション（総理、パイロットA、わかばの父、指揮官、局員A、ナンパ男、兵士）
- Free!（2013年 - 2014年、校長先生） - 2シリーズ
- やはり俺の青春ラブコメはまちがっている。（教師、屋台の店主）

2014年
- アカメが斬る!（チョウリ）
- カリメロ
- PSYCHO-PASS サイコパス 2（人質）
- 残響のテロル（世話係）
- 世界征服 謀略のズヴィズダー（おっさんB）
- ソードアート・オンライン シリーズ（2014年 - 2018年、プレイヤー〈大柄〉、ガリッタ） - 2シリーズ
- ソウルイーターノット!（死武専職員C）
- ひめゴト（取立屋B、応援部員）
- まじっく快斗1412（鏡）
- 魔法少女大戦（まつりのパパ）

2015年
- 攻殻機動隊 ARISE ALTERNATIVE ARCHITECTURE（警官、警備兵）
- Dance with Devils（司祭A、ヴァンパイア）
- デュラララ!!×2（強盗、刑事、池袋の声） - 2シリーズ
- 電波教師（チカン男、ヘリパイロット）
- ノラガミ ARAGOTO（妖、神器C、巌弥、神A）
- パンチライン（台初天華）
- 緋弾のアリアAA（強盗）
- プラスティック・メモリーズ（錆鼠）
- ワカコ酒（店員A、上司、店員、ナガさん）

2016年
- Occultic;Nine -オカルティック・ナイン-（警察官、真壁、組織の男性）
- 逆転裁判 〜その「真実」、異議あり!〜（貸しボート屋のオヤジ / 灰根高太郎）
- クオリディア・コード（オペレーター、大人、小隊長）
- こちら葛飾区亀有公園前派出所 THE FINAL 両津勘吉 最後の日（留吉）
- ダンガンロンパ3 -The End of 希望ヶ峰学園- 絶望編（警備員）
- ドリフターズ（議員）
- 91Days（男）
- B-PROJECT〜鼓動*アンビシャス〜（2016年 - 2019年、松蔵健三、三木監督） - 2シリーズ
- ベルセルク（野盗）

2017年
- CHAOS;CHILD（大谷悠馬）
- 亜人ちゃんは語りたい（初老の男）
- プリンセス・プリンシパル（警察）
- 地獄少女 宵伽（歴史教師、野田）
- 神撃のバハムート VIRGIN SOUL（反シャリオス派の男）
- キラキラ☆プリキュアアラモード（副会長）
- 縁結びの妖狐ちゃん
- アクションヒロイン チアフルーツ（電気屋主人）
- Wake Up, Girls! 新章（プロデューサー、ダルマ、浅津正樹）
- 銀魂.（2017年 - 2018年、公園の男C、アルタナ解放軍B、央国星の王）

2018年
- ダメプリ ANIME CARAVAN（官僚B、トムソン、賊1、街の人B、村長〈大人〉 他）
- グランクレスト戦記（ブラニス、パーヴェル・ムラード子爵）
- BEATLESS（吉野正澄、人間役hIE、刑事B、軍高官A、民生hIEメーカー経営者〈中枢G〉 他） - 2シリーズ
- アイドリッシュセブン（サラリーマン）
- PERSONA5 the Animation（2018年 - 2019年、常連の老夫婦 夫、教師B、報道A、特捜部長代理） - 1シリーズ + 特別編
- 重神機パンドーラ（操縦士、研究員）
- 覇穹 封神演義（文官）
- ハイスクールD×D HERO（執事、サイラオーグの執事）
- 千銃士（老人）
- シュタインズ・ゲート ゼロ（院長、ワルキューレ隊員）
- おしりたんてい（2018年 - 2022年、トカモヤ、水牛 / スイフット、ヘリグロヒキガエル、ガマル、かんしゅ、このえだん）
- となりの吸血鬼さん（民衆A）
- ゴールデンカムイ（看守たち）

2019年
- 私に天使が舞い降りた!（人々）
- 不機嫌なモノノケ庵 續（富士先生）
- 荒野のコトブキ飛行隊（黒マスク）
- この世の果てで恋を唄う少女YU-NO（島津市長）
- 文豪ストレイドッグス（船のオーナー、男A）
- かつて神だった獣たちへ（中隊長）
- からかい上手の高木さん2（吉田）
- 通常攻撃が全体攻撃で二回攻撃のお母さんは好きですか?（ママン村の村長）
- BEM（店主）
- 旗揚!けものみち（ギルドマスター、マネージャー）
- Fairy gone フェアリーゴーン（スーナの長老）
- 星合の空（晋吾の父）

2020年
- ID:INVADED イド:インヴェイデッド（高田航、救急隊員B、大野源平、隊員、刑事 他）
- 魔入りました!入間くん（2020年 - 2023年、ダヴィデ） - 3シリーズ
- ソマリと森の神様（店の客）
- ドロヘドロ（薬）
- シャドウバース（アリスファン）
- ジビエート（前田老人）
- ムヒョとロージーの魔法律相談事務所（幽李、幹部）
- ハクション大魔王2020（お地蔵様）
- 富豪刑事 Balance:UNLIMITED（警察官僚）
- 恋とプロデューサー〜EVOL×LOVE〜（医師）
- 異常生物見聞録（工員A）
- GO!GO!アトム
- ドラゴンクエスト ダイの大冒険 (2020)（2020年 - 2022年、モンスター、ブリザード、護衛兵、人々）
- 魔女の旅々（店主）
- ひぐらしのなく頃に業（2020年 - 2021年、役員） - 2シリーズ

2021年
- 七つの大罪 憤怒の審判（狩人）
- 2.43 清陰高校男子バレー部（灰島の祖父）
- 蜘蛛ですが、なにか?（オリザ先生）
- WAVE!!〜サーフィンやっぺ!!〜（寿司職人）
- NOMAD メガロボクス2（客の男）
- 擾乱 THE PRINCESS OF SNOW AND BLOOD
- ピーチボーイリバーサイド（セト）
- 進化の実〜知らないうちに勝ち組人生〜（2021年 - 2023年、ウルス・バミュー） - 2シリーズ
- 闘神機ジーズフレーム（通信士1）
- 月とライカと吸血姫（警備員）

2022年
- サマータイムレンダ（中村、ラジオの声、雁切大和）
- RPG不動産（ルフリア父）
- 乙女ゲー世界はモブに厳しい世界です（コンラッド）
- 転生賢者の異世界ライフ 〜第二の職業を得て、世界最強になりました〜（アジエス）
- ブッチギレ!（茶屋の主人）
- 惑星のさみだれ（大学教授、肉屋の夫）
- 邪神ちゃんドロップキックX（店員）
- うる星やつら (2022)（解説者）
- チェンソーマン（店員）

2023年
- The Legend of Heroes 閃の軌跡 Northern War（ボルシチ店主、執事、領邦軍兵たち、フェノメノン隊員F、猟兵A）
- 老後に備えて異世界で8万枚の金貨を貯めます（招待客、老兵士）
- 火狩りの王（炬口家当主）
- 冒険大陸 アニアキングダム（トリー、ヴェロキラプトル、ゴリラたち、動物たち）
- 盾の勇者の成り上がり Season3（コロシアム審判）
- ポーション頼みで生き延びます!（ルニエ）
- 七つの大罪 黙示録の四騎士（2023年 - 2024年、住人、店主、家臣、衛兵、聖騎士）

2024年
- 明治撃剣-1874-（愚円 / Kitsune Men〈Fox Mask〉）
- キングダム（ゼノウ）
- 異世界でもふもふなでなでするためにがんばってます。（マージェス）
- 終末トレインどこへいく?（住人、オタネニンジン）
- 転生したら第七王子だったので、気ままに魔術を極めます（近衛兵、ベアウルフ）
- リンカイ!（那古屋 父）
- クマーバ（レコメライオン、ミュージックアプリカゾウ、パスゴリラ、どろろん、あげるん 他） - 2シリーズ
- となりの妖怪さん（ナベさん）
- Unnamed Memory（2024年 - 2025年、グランフォート、兵士） - 2シリーズ
- ダンジョン飯（トタン）
- 異世界ゆるり紀行 〜子育てしながら冒険者します〜（奴隷商人）
- 義妹生活（店長）
- BEYBLADE X（2024年 - 2025年、銅田社長）
- 転生したらスライムだった件（ブルムンド王）
- 烏は主を選ばない（郷吏）
- 【推しの子】（男性刑事）
- デリコズ・ナーサリー（来賓客）

2025年
- アラフォー男の異世界通販（国王）
- LAZARUS ラザロ（看守2、キャスター）
- ボールパークでつかまえて!（おっちゃんB）
- 神統記（テオゴニア）（眼帯オーグ）
- 忍たま乱太郎（客）
- ユア・フォルマ（医師）
- ウマ娘 シンデレラグレイ（解説〈井川〉）

### 劇場アニメ
2005年
- 劇場版テニスの王子様 跡部からの贈り物〜君に捧げるテニプリ祭り〜（樹希彦）

2009年
- アジール・セッション（テシガワラ）

2012年
- 図書館戦争 革命のつばさ

2014年
- 攻殻機動隊 ARISE border:3 Ghost Tears（警官）

2015年
- 劇場版 蒼き鋼のアルペジオ -アルス・ノヴァ- DC / Cadenza - 2作品
- デジモンアドベンチャー tri.（2015年 - 2017年） - 4作品
- バケモノの子
- Wake Up, Girls! 青春の影（仙台テレビP）
- Wake Up, Girls! Beyond the Bottom（仙台テレビプロデューサー）

2016年
- 劇場版マジェスティックプリンス 覚醒の遺伝子（デガワ・シンジ）
- ポッピンQ（グロス）

2017年
- 虐殺器官（参謀）
- 結城友奈は勇者部所属 第1話（讃州中学の先生）

2018年
- さよならの朝に約束の花をかざろう（雑貨屋店主）
- 劇場版 七つの大罪 天空の囚われ人（天翼人）

2021年
- 銀魂 THE FINAL（銀さんシビア）

2023年
- プリンセス・プリンシパル Crown Handler 第3章（貴族）

### OVA
- ストライク・ザ・ブラッド FINAL（2022年、艦長）

### Webアニメ
2010年代
- ホイッスル!（ボイスリメイク版）（2016年、山本先生）
- ケンガンアシュラ（2019年、細目太）

2020年代
- ぶらどらぶ（2021年、餃子の将軍の親父）
- テルマエ・ロマエ ノヴァエ（2022年、マルクスの父、男性、皇帝の使者、飛脚、蛮族 他）
- ロマンティック・キラー（2022年、コンビニの店員、コンビニ店長）
- LUPIN ZERO（2022年、警官C）

### ゲーム
2003年
- あしたのジョー 〜まっ白に燃え尽きろ!〜（白木幹之介、警官、鬼姫会、観客）
- 恐怖新聞（平成版） 怪奇!心霊ファイル（父親）
- ゲゲゲの鬼太郎 異聞妖怪奇譚
- ゲゲゲの鬼太郎 逆襲!妖魔大血戦
- みんなの王子様（樹希彦）

2004年
- カッパの飼い方（田所さん）
- テニスの王子様 2005 CRYSTAL DRIVE（樹希彦）
- テニスの王子様 RUSH & DREAM!（樹希彦）

2005年
- テニスの王子様 学園祭の王子様（樹希彦）

2006年
- マイネリーベII〜誇りと正義と愛〜（宿屋の主人）
- 遊☆戯☆王デュエルモンスターズGX タッグフォース（前田隼人）

2008年
- 牧場物語 ようこそ!風のバザールへ（アイザック）
- 遊☆戯☆王デュエルモンスターズGX タッグフォース3（前田隼人）

2010年
- アガレスト戦記2（ヘルシャフト、リカルド、メルクリウス）
- 絶対ヒーロー改造計画（フランク・フルト）
- マジカルハロウィン2（ヴィクトール・ベルガモット）

2011年
- BEYOND THE FUTURE - FIX THE TIME ARROWS -（ヒースクリフ）
- マジカルハロウィン3（ヴィクトール・ベルガモット）

2012年
- THE IDOLM@STER SHINY FESTA（司会者、事務局員）
- 流星のアーカディア（老中）

2013年
- DISORDER6
- 花咲くまにまに（西郷隆盛）

2014年
- ソードアート・オンライン-ホロウ・フラグメント-

2015年
- ソードアート・オンライン-ロスト・ソング-
- 超次元大戦 ネプテューヌVSセガ・ハード・ガールズ 夢の合体スペシャル

2016年
- 赤い砂堕ちる月（ハバリ）
- セブンナイツ（ミミック）

2017年
- この世の果てで恋を唄う少女YU-NO（市長）

2019年
- バイオハザード RE:2（タンクローリーの運転手）
- プリンセスコネクト！Re:Dive（老人）

2020年
- ソードアート・オンライン アリシゼーション リコリス

2021年
- さくらの雲＊スカアレットの恋（成田権造）

2022年
- プロジェクトセカイ カラフルステージ! feat. 初音ミク（鳳楽之介）
- Relayer（アイザック）

2023年
- ファイアーエムブレム エンゲージ（リンデン、テランダ）
- イースX -NORDICS-（イザック村長）
- インフィニティ ストラッシュ ドラゴンクエスト ダイの大冒険（モンスター）
- ドラゴンクエストモンスターズ3 魔族の王子とエルフの旅

2024年
- ファミコン探偵倶楽部 笑み男
- 魔導物語 フィアと不思議な学校（エガルド）

### ドラマCD
- あやつりピエロの物語（客[47]）
- 世界樹の迷宮IV 囚われの巫女と三姉弟（辺境伯、長老）
- Drama CD Real Rode 〜Pure White Disc〜（青の王）
- Drama CD Real Rode 〜Noble Black Disc〜（商人）

### 吹き替え

#### 映画
- 愛の行方（クラーク）
- アトミック・ブロンド（スパイグラス〈エディ・マーサン〉）
- キャプテン・マーベル（トム[48]）
- グリーンブック（カーマイン〈ポール・スローン〉[49]）
- 紅海リゾート -奇跡の救出計画-（ウェイス）
- 3人のキリスト（ロジャース〈スティーヴン・ルート〉）
- スクランブル
- スターリンの葬送狂騒曲（ラヴレンチー・ベリヤ〈サイモン・ラッセル・ビール〉）
- チャーリー・モルデカイ 華麗なる名画の秘密（ファン）
- DEBUG/ディバグ（ジェームズ）
- ハロウィン（サルテイン医師〈ハルク・ビルギナー〉）
- ハンガー・ゲーム FINAL: レジスタンス（D13 システムオペレーター〈ラス・ブラックウェル〉）
- ハンガー・ゲーム FINAL: レボリューション（D5 司令官〈デスモンド・フィリップス〉）
- Be With You 〜いま、会いにゆきます（ホング〈コ・チャンソク〉）
- ピクセル（CIA長官）
- ビヨンド・ワルキューレ カリーニングラードの戦い（オマリー曹長〈トム・サイズモア〉、オスカー〈ルトガー・ハウアー〉）
- ブレードランナー 2049（警官[50]）
- フレンチ・ラン
- マネーモンスター（ネルソン〈クリス・バウアー〉）
- レオナルド・ダ・ヴィンチ 美と知の迷宮（ヴィットリオ・ズガルビ）

#### ドラマ
- FBI: 特別捜査班
- 青春越壁（青春ウォルダム　呪われた王宮）（マンドク〈キム・ギドゥ〉）
- ヘチ 王座への道（イ・ユン / セジャ〈ハン・スンヒョン〉[51]）
- Uボート ザ・シリーズ 深海の狼（ピエール・デュバル〈ティエリー・フレモン〉[52]）
- ワンダヴィジョン

#### アニメ
- おさるのジョージ
- エリアス ちいさなレスキューせん（ビッグ・ブリンキー）
- スポンジ・ボブ（マーヴィン）
- ミューン 月の守護者の伝説（フランス語版）（フォスフォ）
- ミラキュラス・レディバグ&シャノワール（ファンの男、イバン、トム / ウェアダッド、警備員、イバン / ストーンハート）

### 舞台
- 新国立劇場オペラ公演 ドン・カルロ（助演）

### ラジオ
- テニスの王子様 オン・ザ・レイディオ（マンスリーパーソナリティーのため、いつやるかなどは決まっていない）

### ラジオドラマ
- 花の慶次（2014年、奉行、傾奇者B、村井若水、家臣B、ならず者C）

## ディスコグラフィ

### キャラクターソング
| 発売日         | 商品名   | 歌 | 楽曲             | 備考                                  |
| -------------- | -------- | --- | ---------------- | ------------------------------------- |
| 2009年11月18日 | ちばうた | 樹希彦（蓮岳大） | 「海蛍」         | テレビアニメ 『テニスの王子様』関連曲 |
| 2009年11月18日 | ちばうた | 葵剣太郎（豊永利行）、佐伯虎次郎（織田優成）、黒羽春風 （大黒和広）、天根ヒカル（竹内幸輔）、樹希彦（蓮岳大）、 木更津亮（高橋広樹） | 「ワッショイ！」 | テレビアニメ 『テニスの王子様』関連曲 |

### シリーズ一覧
1. ↑  第1期（2003年）、第2期『GUNSLINGER GIRL -IL TEATRINO-』（2008年）
2. ↑  第1作（2004年）、続編『wieder』（2006年）
3. ↑  第1期（2008年）、第2期『真・恋姫†無双』（2009年）、第3期『真・恋姫†無双 〜乙女大乱〜』（2010年）
4. ↑  第1期『マギ The labyrinth of magic』（2012年 - 2013年）、第2期『マギ The kingdom of magic』（2013年 - 2014年）
5. ↑  第1期（2013年）、第2期『-Eternal Summer-』（2014年）
6. ↑  第2期『II』（2014年）、第3期前半『アリシゼーション』（2018年）
7. ↑  第1クール『デュラララ!!×2 承』（2015年）、第2クール『デュラララ!!×2 転』（2015年）
8. ↑  第1期（2016年）、第2期『B-PROJECT〜絶頂*エモーション〜』（2019年）
9. ↑  『BEATLESS』、『BEATLESS Final Stage』
10. ↑  テレビシリーズ（2018年）、特番『Stars and Ours』（2019年）
11. ↑  第1シリーズ（2020年）、第2シリーズ（2021年）、第3シリーズ（2023年）
12. ↑  『業』（2020年）、続編『卒』（2021年）
13. ↑  第1期（2021年）、第2期『真・進化の実〜知らないうちに勝ち組人生〜』（2023年）
14. ↑  シーズン1（2024年）、シーズン2（2024年）
15. ↑  第1期（2024年）、第2期『Act.2』（2025年）
16. ↑  第1章（2015年）、第2章（2016年）、第3章（2016年）、第5章（2017年）